# 아다치 토모
아다치 토모(足立 友, 1980년 4월 27일 ~ )는 일본의 여성 성우이다. 오이타현 출신.

## 출연작품

### TV 애니메이션
1992년
- 크레용 신짱 (여성, 아이, 여자아이 외)

1993년
- 닌자보이 란타로 (토키토모 시로베)

2004년
- 케로로 군조 (모친)

2005년
- IZUMO 용맹한 검의 섬기 (린)
- 강식장갑 가이버 (타가 나츠키)
- 코텐코텐코 (엄마)

2006년
- 연금3급 매지컬? 포카앙 (리포터, 나카이씨)*천보이문 아야카시 아야시 (유녀)

2007년
- 노라미미 (회상의 소녀)
- Venus Versus Virus (시즈)
- 신곡주계 폴리포니카 (선생님)
- 채운국 이야기 (옥화)
- 도진 워크 (쿄코, 아이)
- 기동전사 건담00 (캐스터)
- 일하는 키즈 마이 햄스터 (후미)

2008년
- 사후편지 (여학생)
- ARIA The ORIGINATION (여성 손님B)
- 모노크롬 팩터 (메이드)
- 마크로스 프론티어 (오퍼레이터)

### OVA
2008년
- 마이 오토메 0 ~S.ifr~ (여자아이)

### Web애니메이션
2007년
- Candy☆Boy (여학생A)

### 게임
2004년
- IZUMO2 (기린) : (柴田蕗) 명의
- 환상수호전IV (그레첸)
- 진설 엽기의 우리 (타케나카 츠카사) : (柴田蕗) 명의
- 인형 유적 (카린) : (柴田蕗) 명의

2005년
- 고어 스크리밍 쇼 (나미키 아오이) : (柴田蕗) 명의
- Xross Scramble (크리미아) : (柴田蕗) 명의
- D-spray (카와사키 토모카) : (柴田蕗) 명의
- 어둠의 소리 이문록 (아마노 카가미) : (柴田蕗) 명의
- Rhapsodia (그레첸)
- Twin Way~지금을 꼭 껴안아~ (미무라 카스미) : (柴田蕗) 명의
- 유부녀 전대 아이사이거 (모리사키 미쿠) : (柴田蕗) 명의

2006년
- 푸른하늘 마지카!! (포라) : (柴田蕗) 명의

2007년
- 유부녀 전대 아이사이거 (모리사키 미쿠) : (柴田蕗) 명의

2008년
- 마리오 카트Wii (Mii)